# ريكاردو فيشر
ريكاردو فيشر (بالبرتغالية: Ricardo Fischer) مواليد 16 مايو 1991 في ساو باولو، هو لاعب كرة سلة برازيلي. بدأ مسيرته الاحترافية في سنة 2008. يلعب كلاعب هجوم خلفي. يحمل الرقم 5. حقق المركز الأول في دورة الألعاب الأمريكية 2015. لعب مع نادي باورو لكرة السلة وفلامنغو لكرة السلة في الدوري البرازيلي لكرة السلة.

## الميداليات
| الميدالية | المسابقة                    |
| --------- | --------------------------- |
| ذهبية     | دورة الألعاب الأمريكية 2015 |

## روابط خارجية
- ريكاردو فيشر على موقع الاتحاد الدولي لكرة السلة (الإنجليزية)
- ريكاردو فيشر على موقع الدوري الإسباني لكرة السلة (الإسبانية)
- ريكاردو فيشر على موقع كرة السلة الأوروبية.كوم (الإنجليزية)
- ريكاردو فيشر على موقع ريلجم (الإنجليزية)
- ريكاردو فيشر على موقع بروبوليرز (الإنجليزية)
- ريكاردو فيشر على موقع سبورتس رفرنس (الإنجليزية)